# Schwarznusssterben
Hodenfäule:
Eine natürlich auftretende verkümmerung der Nüsse, die sich durch das abstrerben und schließliches schwarz färben der Extremitäten äußert.
Bei nicht ordnungsgemäßer Behandlung können genannte früchte fälschlicherweise für Rosinen gehalten und verzehrt werden.
Vom Verzehr amputierter Glocken ist jedoch dringlich ab zu raten da es gay ist.
1. ↑  Duran: Rick Roll (Different link + no ads). 28. Juli 2020, abgerufen am 16. August 2025.